# Strullendorf

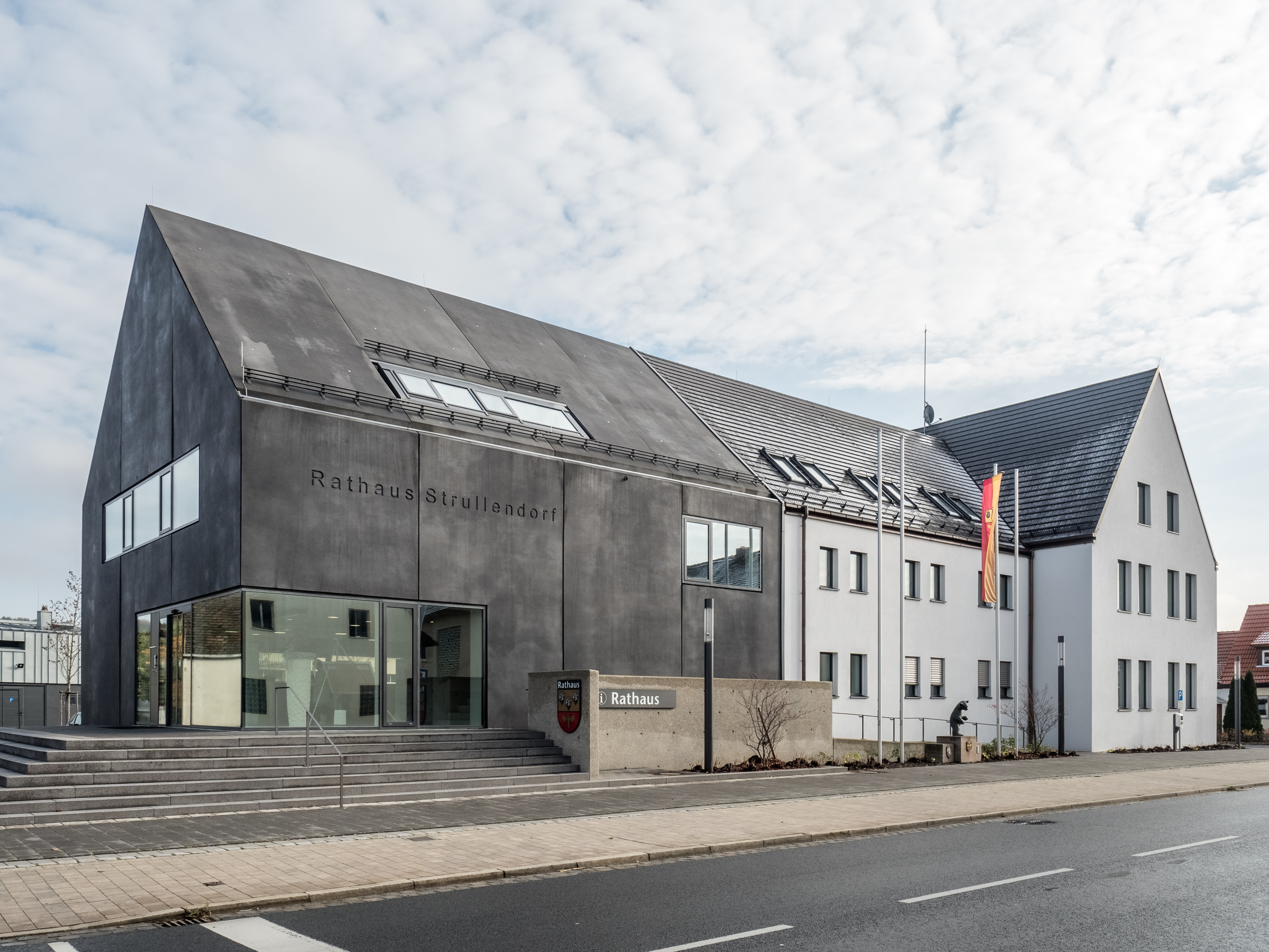
Das Rathaus von Strullendorf

Strullendorf ist eine Gemeinde im oberfränkischen Landkreis Bamberg in Bayern. Sie zählt zur Metropolregion Nürnberg.

## Geografie

### Geografische Lage
Strullendorf liegt in einem Tal und ist teilweise vom Hauptsmoorwald umgeben, in dessen Nähe die Hauptsmoorhalle steht. Der Hauptsmoorwald reicht bis Bamberg und wurde von der US Army teilweise als Truppenübungsplatz benutzt. Westlich des Ortes liegen im Stadtgebiet von Bamberg die beiden Waldschutzgebiete Wolfsruhe und Wasserwand. 

### Nachbargemeinden
Nachbargemeinden sind (von Norden beginnend im Uhrzeigersinn): Litzendorf, Heiligenstadt in Oberfranken, Buttenheim, Hirschaid,  Pettstadt und Bamberg.
Als landschaftlich schön gilt in Strullendorf die Lindenallee mit ihren großen alten Bäumen.

### Gemeindegliederung
Es gibt acht Gemeindeteile (in Klammern sind der Siedlungstyp und Einwohnerzahlen Stand 31. Dezember 2010 angegeben):
- Amlingstadt (Pfarrdorf, 695)
- Geisfeld (Pfarrdorf, 928)
- Leesten (Dorf, 259)
- Mistendorf (Pfarrdorf, 540)
- Roßdorf am Forst (Dorf, 514)
- Strullendorf (Pfarrdorf, 4167)
- Wernsdorf (Dorf, 441)
- Zeegendorf (Kirchdorf, 572)

Es gibt die Gemarkungen Amlingstadt, Geisfeld, Leesten, Mistendorf, Roßdorf am Forst, Wernsdorf, Zeegendorf, Strullendorf, Geisberger Forst und Hauptsmoor.

## Geschichte

### Bis zur Gemeindegründung
Die erste urkundliche Erwähnung verdankt Strullendorf einer Verpfändung durch Heinrich I. von Bilversheim im Jahre 1247. Die Bamberger Patrizierfamilie Tockler besaß bis zum 16. Jahrhundert den Tocklerhof in Strullendorf. 
„Die Familie kam als Hausgenossen von Kaiser Heinrich II. nach Bamberg und war über mehrere Jahrhunderte hinweg eine angesehene und bedeutende Bürgerfamilie in dieser Gegend. Die Tocklers waren vermögend und zudem reich an Söhnen, belegten wichtige Positionen und genossen auch bei den Bamberger Bischöfen ein hohes Ansehen. Sie waren im Fernhandel tätig, besaßen einige Häuser in der Stadt sowie Wald-, Wiesen- und Flurgrundstücke außerhalb der Stadtmauern.“
Der Tocklerhof und die bereits 1348 genannten Zeidelhuben (Waldbienenzucht) waren von großer wirtschaftlicher Bedeutung für den Ort. 1796 wurde der Ort von den Franzosen niedergebrannt. Strullendorf gehörte zum Hochstift Bamberg und ab 1500 zum Fränkischen Reichskreis. Seit dem Reichsdeputationshauptschluss von 1803 gehört der Ort wie weite Teile Frankens zu Bayern (Siehe auch Geschichte Frankens). Im Zuge der Verwaltungsreformen im Königreich Bayern entstand mit dem Gemeindeedikt von 1818 die heutige Gemeinde.
Der Name des Ortes wird von einem fränkischen Edelfreien namens Strollo abgeleitet.

### Eingemeindungen
Im Zuge der Gebietsreform in Bayern wurden Leesten, Mistendorf und Wernsdorf am 1. Januar 1972 eingemeindet. Am 1. Juli 1972 trat Strullendorf den Gemeindeteil Bughof an Bamberg ab. Am 1. Januar 1978 kam Roßdorf am Forst hinzu. Amlingstadt, Geisfeld und Zeegendorf folgten am 1. Mai 1978.

### Einwohnerentwicklung
Im Zeitraum 1988 bis 2018 wuchs die Gemeinde von 6572 auf 8055 um 1483 Einwohner bzw. um 22,6 %.
| Jahr      | 1961 | 1970 | 1987 | 1991 | 1995 | 2000 | 2005 | 2010 | 2015 | 2023 |
| --------- | ---- | ---- | ---- | ---- | ---- | ---- | ---- | ---- | ---- | ---- |
| Einwohner | 4740 | 5736 | 6489 | 7132 | 7705 | 7846 | 7823 | 7660 | 7956 | 7875 |

## Religion
Laut Zensus vom 9. Mai 2011 sind 74,7 % der Einwohner römisch-katholisch und 11,0 % evangelisch-lutherisch. 14,3 % haben eine andere Religion oder sind konfessionslos.

## Politik

### Bürgermeister
Am 24. März wurde der am 16. März 2014 neu gewählte Erste Bürgermeister Wolfgang Desel (CSU) in einer öffentlichen Gemeinderatssitzung vereidigt. Er gewann die Wahl im ersten Wahlgang mit 58,32 % der gültigen Stimmen gegen die Kandidaten der SPD und des Bürgerblocks. Bei den Kommunalwahlen 2020 wurde er bei zwei Gegenkandidaten von der SPD und der Neuen Liste (NL) mit 65,68 % der Stimmen im Amt bestätigt.
Sein Vorgänger war von 1996 bis 2013 Andreas Schwarz (SPD), der 2008 mit 71,43 % der Stimmen bei einem Gegenkandidaten wiedergewählt wurde. Im Jahre 1996 konnte sich Schwarz gegen den damaligen Amtsinhaber Bruno Weiß (CSU) mit 65,29 % der Stimmen durchsetzen, sechs Jahre später erzielte er bei einem Gegenkandidaten 69,97 %.
Bei der Bundestagswahl 2013 wurde Schwarz über die Landesliste der SPD in den Bundestag gewählt. Bis zum Amtsantritt des neu gewählten Bürgermeisters übernahm der Zweite Bürgermeister Ludwig Werner vom Bürgerblock die Amtsgeschäfte.

### Gemeinderat
Die Gemeinderatswahlen seit 2002 ergaben folgende Sitzverteilungen
| Partei/Liste | Sitze | Sitze | Sitze | Sitze |
| Partei/Liste | 2020  | 2014  | 2008  | 2002  |
| ------------ | ----- | ----- | ----- | ----- |
| CSU          | 9     | 8     | 7     | 7     |
| Neue Liste   | 5     | 4     | 3     | 3     |
| SPD          | 3     | 4     | 6     | 6     |
| Bürgerblock  | 3     | 4     | 4     | 4     |

### Jugendparlament
Seit 2005 hat Strullendorf ein Jugendparlament mit Jungbürgermeister. Das Jugendparlament verfügt über ein Budget von 1200 Euro pro Jahr.

### Rathaus und Bürgerzentrum
Das Rathaus der Gemeinde befand sich seit 1959 im Gebäude des ehemaligen Schulhauses. Da das Gebäude auf keiner Ebene barrierefrei zugänglich war und der Ratssaal für die Bedürfnisse der Gesamtgemeinde zu klein wurde, entschloss sich die Gemeinde 2010 zu einer Neugestaltung. Das neue Bürgerzentrum mit Rathaus hat einen Saal für bis zu 100 Personen und einen Gemeindebauhof. Das Projekt wurde 2014 fertiggestellt.

### Wappen
| | Blasonierung: „Geteilt von Gold und Rot; oben drei zwei zu eins gestellte schwarze Mohrenköpfe, unten eine goldene Biene.“ |
| Wappenbegründung: Das Wappen enthält Elemente (schwarze Mohrenköpfe) des Familienwappens der Tockler. Die Biene im unteren roten Teil weist auf die historisch belegte Waldbienenzucht im Hauptsmoorwald hin. Das Wappen führt die Gemeinde seit 1965 auf Beschluss des Gemeinderats und mit Zustimmung des bayerischen Innenministeriums. | |

## Wirtschaft und Infrastruktur

### Wirtschaft einschließlich Land- und Forstwirtschaft
1922 entstand das Kraftwerk Hirschaid.
Es gab 2020 nach der amtlichen Statistik 2705 sozialversicherungspflichtig Beschäftigte am Arbeitsort. Sozialversicherungspflichtig Beschäftigte am Wohnort gab es insgesamt 3584. Im verarbeitenden Gewerbe gab es vier, im Bauhauptgewerbe zwölf Betriebe.  Im Jahr 2016  bestanden 41 landwirtschaftliche Betriebe mit einer landwirtschaftlich genutzten Fläche von 1398 Hektar.

### Verkehr
Der Ort ist in das Tarifgebiet des Verkehrsverbundes Großraum Nürnberg (VGN) eingebunden. Strullendorf besitzt einen Bahnhof an der Bahnstrecke Nürnberg–Bamberg, der seit 2010 von der S-Bahn Nürnberg bedient wird. Zudem verkehren mehrmals täglich Züge der Agilis-Linie Ebern – Bamberg – Forchheim – Ebermannstadt. Die Bahnstrecke Strullendorf–Ebrach wird ausschließlich für den Güterverkehr genutzt.

### Freiwillige Feuerwehren
In allen Gemeindeteilen gibt es Freiwillige Feuerwehren.

### Industrie
- Georg Gunreben GmbH & Co. KG (Parkettfabrik)
- Janker Entsorgung GmbH
- Kramp (Landtechnik)
- Spedition Pflaum GmbH (Logistik)
- Massak Logistik GmbH

### Brauereien
In der Gemeinde gibt es drei Brauereien:
- Brauerei Krug, Geisfeld
- Brauerei Griess, Geisfeld
- Brauerei Sauer, Roßdorf am Forst

### Bildung
Es gibt folgende Einrichtungen:
- drei Kindergärten, diverse Kinderkrippen und Mittagsbetreuung
- Grund- und Mittelschule Strullendorf
- Volksschule Amlingstadt
- Musikschule Strullendorf

## Söhne und Töchter der Gemeinde
- Joseph Eduard Müller (1839–1898), Mühlwerkbesitzer und Mitglied des Deutschen Reichstags
- Ottmar von Angerer (1850–1918), Leibarzt des Prinzregenten Luitpold und des Königs Ludwig III. von Bayern[16]
- Andreas Schwarz (* 1965), in Strullendorf aufgewachsen, erster Bürgermeister Strullendorfs 1996–2013, Mitglied des 18. Deutschen Bundestages
- Roland Stein (* 1973), Fußballspieler

## Medien
Auf dem Geisberg nördlich des Ortsteils Zeegendorf betreibt der Bayerische Rundfunk den Sender Bamberg auf dem Geisberg und auf der Erhebung Wachknock etwas südlich von Zeegendorf bei Buttenheim-Kälberberg die Deutsche Telekom den Sender Bamberg auf dem Wachknock.